# روبرت ديوار
روبرت بيريديل كيث ديوار (بالإنجليزية: Robert Dewar)‏ (21 يونيو 1945 - 30 يونيو 2015) عالم كمبيوتر ومعلم أمريكي. ساعد في تطوير لغات البرمجة والمحولات البرمجية، وكان مدافعًا عن البرمجيات مفتوحة المصدر المرخصة مجانًا. كان شريكًا مؤسسًا ومديرًا تنفيذيًا ورئيسًا لشركة البرمجيات AdaCore.

## النشأة والتعليم
وُلِد ديوار في أكسفورد بإنجلترا، وهو وابن عالم الكيمياء النظرية مايكل ديوار. في عام 1959، انتقل مع والديه من إنجلترا إلى شيكاغو، إلينوي، عندما قبل والده وظيفة التدريس في جامعة شيكاغو. التحق ديوار بجامعة شيكاغو وحصل على بكالوريوس العلوم عام 1964 ودكتوراه في الفلسفة في الكيمياء عام 1968. بدأ العمل مع أجهزة الكمبيوتر أثناء تخرجه من المدرسة.

## المسيرة المهنية
كان ديوار أول أستاذ مساعد في علوم المعلومات ثم أستاذ مشارك في علوم الكمبيوتر في معهد إلينوي للتكنولوجيا (IIT) من عام 1968 إلى عام 1975، قبل أن يصبح أستاذًا مشاركًا في علوم الكمبيوتر في جامعة نيويورك (NYU) في عام 1975، حيث كان أستاذًا كاملاً لقسم علوم الكمبيوتر من 1976 إلى 2005 وبعدها أصبح رئيس القسم.
شارك في تطوير المعايير الدولية في البرمجة والمعلوماتية، كعضو في الاتحاد الدولي لمعالجة المعلومات  IFIP 
كان المدير المساعد لمعهد كورانت للعلوم الرياضية من 1994 إلى 1997. حتى وفاته، كان رئيسًا لشركة AdaCore، التي شارك في تأسيسها في عام 1994، وشغل منصب الرئيس التنفيذي لها حتى عام 2012.  كان ديوار مدافعًا صريحًا عن البرامج مفتوحة المصدر المرخصة بحرية وخبيرًا في حقوق النشر و قانون براءات الاختراع للبرمجيات. كان مطلوبًا كمتحدث في المؤتمرات وشاهد خبير في الإجراءات القانونية. 